# 小行星9304
小行星9304是一颗围绕太阳公转的小行星。1986年9月1日，亨利·德波鸿诺在拉西拉天文台发现了此天体。
这颗小行星的绝对星等为210.4887007082043等。